# Cearadactylus
Cearadactylus és un gènere de pterosaures pterodactiloïdeus de la família Ctenochasmatidae que visqueren cap a mitjan Cretaci en l'actual Formació de Santana, al Brasil. Va ser descobert per Leonardi i Borgomanero en 1985. L'única espècie que es coneix és Cearadactylus atrox.

## Morfologia
Tenia una envergadura que podria sobrepassar els cinc metres, encara que, com els altres pterodàctils, era molt lleuger. Les dents del seu bec eren grans i corbs i li impedien tancar la boca. Això suggereix que pogués pescar, tancant al peix en el seu bec i deixant escapar l'aigua, aquestes dents serien com una presó per a la presa.